# Oblężenie Grudziądza
Oblężenie Grudziądza (niem. Belagerung von Graudenz, fr. Siège de Graudenz) – oblężenie z okresu wojen napoleońskich trwające od 22 stycznia do 11 grudnia 1807 roku. 
W ramach czwartej koalicji antyfrancuskiej pruska twierdza Grudziądz w Prusach Zachodnich została oblężona przez siły Cesarstwa Francuskiego i jego sojuszników. Garnizon, dowodzony przez generała Wilhelma René de l’Homme de Courbière, wytrzymał blokadę i oblężenie przez około 11 miesięcy, długo po formalnym pokoju w Tylży. Francuzi zrezygnowali z oblężenia po określeniu granic między Prusami a nowo powstałym Księstwem Warszawskim. Grudziądz pozostawał w granicach Prus aż do I wojny światowej.

## Upamiętnienie
W 1814 roku na terenie cytadeli wybudowano nieistniejący dziś pomnik ku czci jej byłego komendanta Courbiere'a. Budowę monumentu sfinansował król Prus Fryderyk Wilhelm III, a zaprojektowany został przez niemieckiego architekta Karla Friedricha Schinkla.